# Bob LePage
Bob LePage (né le 7 mai 1949 à Montréal dans la province de Québec au Canada) est un joueur de hockey sur glace. Il évoluait au poste de défenseur.

## Carrière
Bob Craig commence sa carrière dans la Ligue centrale de hockey (LCH) au sein de l’équipe des Apollos de Houston, avec qui il dispute la saison 1968-1969.
Il consacre entièrement la saison suivante avec la sélection nationale canadienne.
Pour les deux saisons suivantes, 1970-1971 et 1971-1972, il signe un contrat avec les Oak Leafs de Des Moines, évoluant en Ligue internationale de hockey (LIH). À sa première saison, il remporte le Trophée des gouverneurs, remis au meilleur défenseur de la ligue. Il dispute également 5 matchs pour le compte des Knights d'Omaha en 1971-1972.
Lors de la saison 1972-1973, il fait partie de l’équipe des Reds de Providence et évolue en Ligue américaine de hockey (LAH).
La saison suivante 1973-1974, il évolue pour les Clippers de Baltimore en LAH et pour les Six-Guns d'Albuquerque en Ligue centrale de hockey (LCH). Il se retire à la fin de cette saison.

## Statistiques
| Saison    | Équipe                         | Ligue |                            | Saison régulière           | Saison régulière           | Saison régulière           | Saison régulière           | Saison régulière           |                            | Séries éliminatoires       | Séries éliminatoires       | Séries éliminatoires       | Séries éliminatoires | Séries éliminatoires |
| Saison    | Équipe                         | Ligue | PJ                         | B                          | A                          | Pts                        | Pun                        | PJ                         | B                          | A                          | Pts                        | Pun                        |                      |                      |
| 1968-1969 | Apollos de Houston             | LCH   | 53                         | 4                          | 14                         | 18                         | 8                          | 3                          | 0                          | 1                          | 1                          | 2                          |                      |                      |
| 1969-1970 | sélection nationale canadienne |       | Statistiques indisponibles | Statistiques indisponibles | Statistiques indisponibles | Statistiques indisponibles | Statistiques indisponibles | Statistiques indisponibles | Statistiques indisponibles | Statistiques indisponibles | Statistiques indisponibles | Statistiques indisponibles |                      |                      |
| 1970-1971 | Oak Leafs de Des Moines        | LIH   | 57                         | 14                         | 33                         | 47                         | 19                         | 14                         | 4                          | 5                          | 9                          | 8                          |                      |                      |
| 1971-1972 | Knights d'Omaha                | LCH   | 5                          | 0                          | 1                          | 1                          | 2                          |                            |                            |                            |                            |                            |                      |                      |
| 1971-1972 | Oak Leafs de Des Moines        | LIH   | 70                         | 10                         | 39                         | 49                         | 32                         | 3                          | 0                          | 0                          | 0                          | 0                          |                      |                      |
| 1972-1973 | Reds de Providence             | LAH   | 70                         | 10                         | 36                         | 46                         | 36                         | 1                          | 0                          | 0                          | 0                          | 0                          |                      |                      |
| 1973-1974 | Clippers de Baltimore          | LAH   | 13                         | 1                          | 2                          | 3                          | 12                         | 9                          | 1                          | 3                          | 4                          | 0                          |                      |                      |
| 1973-1974 | Six-Guns d'Albuquerque         | LCH   | 60                         | 10                         | 18                         | 28                         | 50                         |                            |                            |                            |                            |                            |                      |                      |